# 巴尔托洛梅奥修士
巴爾托洛梅奧·「巴喬」·德拉·波爾塔（義大利語：Bartolomeo "Baccio" della Porta，1472年3月28日—1517年10月31日），較為人知的是其化名巴尔托洛梅奥修士（Fra Bartolomeo），文艺复兴时期意大利佛罗伦萨宗教画家。他为佛罗伦萨的多明我会修士，担任了圣马可作坊的总监职务。他曾在罗马待过两年，这段经历影响其风格。